# Trine Bille
Trine Bille (født 3. november 1964) er en dansk professor og kulturøkonom. Trine Bille er uddannet cand. polit. (1991) og erhvervede i 1996 en ph.d.-grad fra Økonomisk Institut på Københavns Universitet.
Hun har været ansat på Copenhagen Business School siden 2006, hvor hun blandt andet forsker i kulturøkonomi, kulturpolitik, de kreative erhverv og regional udvikling.
Hun har tidligere været ansat som seniorforsker hos AKF (nu VIVE, Det Nationale Forsknings- og Analysecenter for Velfærd) og var i 2001-2003 Kultur- og Fritidschef i Helsingør Kommune.
I 1993-1994 deltog hun som forsker og projektkoordinator i Kulturminister Jytte Hildens store analyseprojekt "Kulturens Politik" med kultursociolog Peter Duelund som projektleder. 

## Forskning og publikationer
Hun har publiceret godt 130 artikler, bøger og rapporter, dels på dansk og dels i internationale videnskabelige tidsskrifter, herunder i Journal of Cultural Economics, International Journal of Cultural Policy, Work, Employment and Society, Kyklos, Economics Letters, Applied Economics, og European Planning Studies, samt kapitler i antologier publiceret af Routledge, Elsevier Science and Edward Elgar Publishing. The willingness-to-pay for the Royal Theatre in Copenhagen as a public good i Journal of Cultural Economics er hendes mest citerede artikel.

## Bestyrelseshverv
Hun bestrider forskellige tillidshverv, blandt andet:
- President for ACEI, The Association of Cultural Economics International
- Medlem af Norsk Forskningsråd, Programstyret for KULMEDIA og Porteføljestyret for Velfærd, Kultur og Samfund
- Medlem af FoU udvalget i Norsk Kulturråd
- Medlem af det videnskabelig råd for Myndigheden for Kulturanalys og Kulturanalys Norden, Sverige
- Medlem af bestyrelsen for ROMU (museerne i Roskilde)
- Medlem af bestyrelsen for Udviklingsplatformen for Scenekunst og Applaus
- Medlem af bestyrelsen for ROSA, Dansk Rock Samråd
- Næstformand i bestyrelsen for stiftelsen Cultiva, Kristiansand, 2001-2009
- Formand for bestyrelsen for Creative Business Cup, 2015-2017